# 柴貴正
柴貴正（しば たかまさ）は、日本のゲームクリエイター。スクウェア・エニックス第7ビジネス・ディビジョン（第弐プロデューサー統括部）ディビジョン・エグゼクティブ兼プロデューサー。

## 略歴
同志社香里中学校・高等学校、同志社大学卒業。安藤武博とは中学校から大学に至るまでの同級生である。1999年、エニックスへ入社。就職浪人した上での入社だったという。入社後はアシスタントを経てオリジナルのうまい棒、オンラインゲームなど“変わりもの”のプロデュースを担当する。
2003年に代表作である『ドラッグオンドラグーン』のプロデュースを担当。本人の思い入れも深く、「中学時代の妄想をプロの手で仕上げたもの」と後に語っている。
その後、再びオンライン事業部へ。スクウェア・エニックスが中国での運営を担当している『ベルアイル』を手がけた（日本での運営は他の企業が行っている為、無関係だと思われる）。
2006年、新たに『ドラゴンクエスト 少年ヤンガスと不思議のダンジョン』のプロデュースを担当。独特の映像表現、特にシリーズ初のムービー表現を試みている。
2007年、移植作『ファイナルファンタジータクティクス獅子戦争』プロデュースを担当。独特の映像表現、原作を弄らず、あくまでも追加するだけに留めている。追加要素はムービーとネットワーク対戦。ヤンガスで挑戦した手法を踏襲しつつ、今回はイラストレータ吉田明彦の原画を違和感なく動かすムービーを入れ込んでいる。
2008年、スクウェア・エニックス初のアーケード向け完全オリジナルタイトルとなる、『LORD of VERMILION』のプロデュースを担当。トレーディングカードアーケードゲームとして、「使い魔」カードに同社の他作品のキャラクターを登場させたり、内外の著名なイラストレーターを起用。翌2009年からは、続編となる『LORD of VERMILION II』が稼働（引き続きプロデュースを担当）した。
2013年8月22日より稼働開始した、シリーズ続編『LORD of VERMILION III』からは、プロデュースを丹沢悠一に委ね、自身はシリーズプロデューサーとして全体の統括に当たっている。

## 作品

### コンシューマ
- ヴァルキリープロファイル：プロデュース補佐[2]
- ドラッグオンドラグーン：プロデュース[3]
- ドラッグオンドラグーン2：プロデュース
- ドラゴンクエスト 少年ヤンガスと不思議のダンジョン：プロデュース[3]
- ファイナルファンタジータクティクス 獅子戦争：PSP版プロデュース[4]
- ロード オブ アルカナ：プロデュース[2]
- ロード オブ アポカリプス：プロデュース
- 地獄の軍団：プロデュース
- ドラッグオンドラグーン3：プロデュース

### アーケード
- LORD of VERMILION/II：プロデュース[3]
- スクール オブ ラグナロク：プロデュース

### オンライン作品
- ディプスファンタジア：プロデュース[2]
- チェイスチェイス：プロデュース[2]
- ベルアイル：プロデュース
- LORD of VERMILION ARENA：シリーズプロデュース/監修
- フィギュアヘッズ：プロデュース[5]

### スマートフォン
- ドラゴンクエストモンスターズ スーパーライト：プロデュース[6]
- 戦国アクションパズル DJノブナガ：プロデュース[7]
- ドラゴンクエストウォーク：プロデュース[8]